# Sierra de Aramotz
La sierra de Aramotz, anteriormente denominada de Legarmendi, es un conjunto montañoso vizcaíno que separa las comarcas de Arratia y del Duranguesado en el País Vasco en el norte de España. Pertenece al sistema de los Montes Vascos y es una extensión de los llamados Montes del Duranguesado.
Forma parte del parque natural de Urkiola y por ella cruza la divisoria de aguas entre la vertiente mediterránea y cantábrica. Está formada por un paisaje abrupto, áspero, dominado por la roca caliza y propio de un sistema kárstico.
La altitud media de la sierra es de 800 m sobre el nivel del mar y sobre ella se alzan las cumbres relevantes entre la que destaca el Mugarra (936 m) y el Arrietabaso (1.018 m), perteneciente al vecino macizo de Eskuagatx, que cierran la sierra por su extremo este mientras que por el oeste está Belatxikieta (611 m).
La vegetación está compuesta por prados de altura, encinares atlánticos y espinos albares que crecen sobre la caliza, mientras que en las partes más bajas se abren bosques de hayas y robles que comparten el terreno con el rentable pino insignis. 
La fauna es la propia del parque natural de Urkiola pero destacan las aves en especial los buitres que tienen como preferencia de anidación la gran peña del Mugarra en donde hay censadas más de 60 parejas.

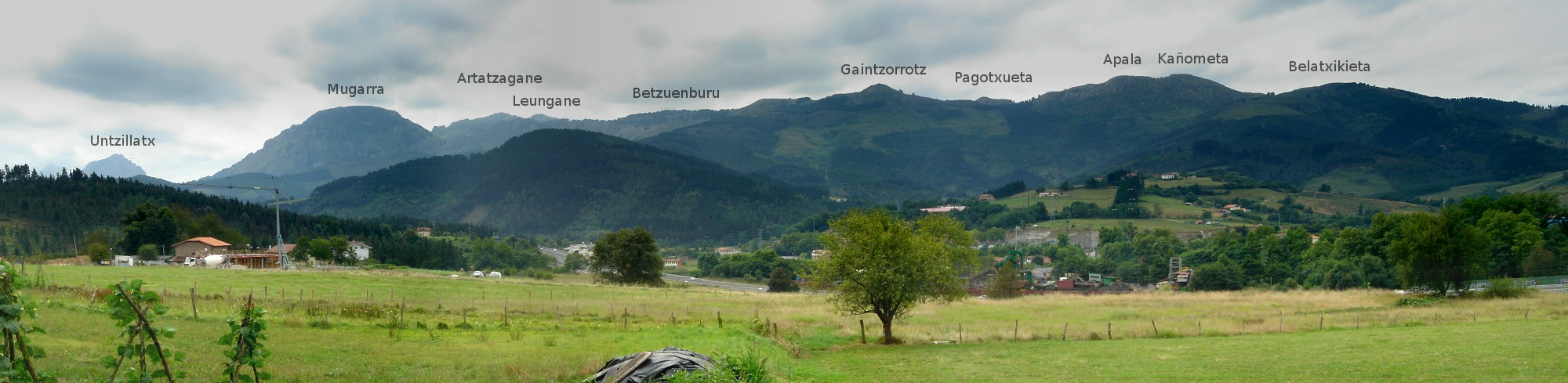
Perfil de la Sierra de Aramotz visto desde el barrio de Amorebieta de Euba

## Picos más relevantes
Los picos más relevantes de la sierra de Aramotz son los siguientes:

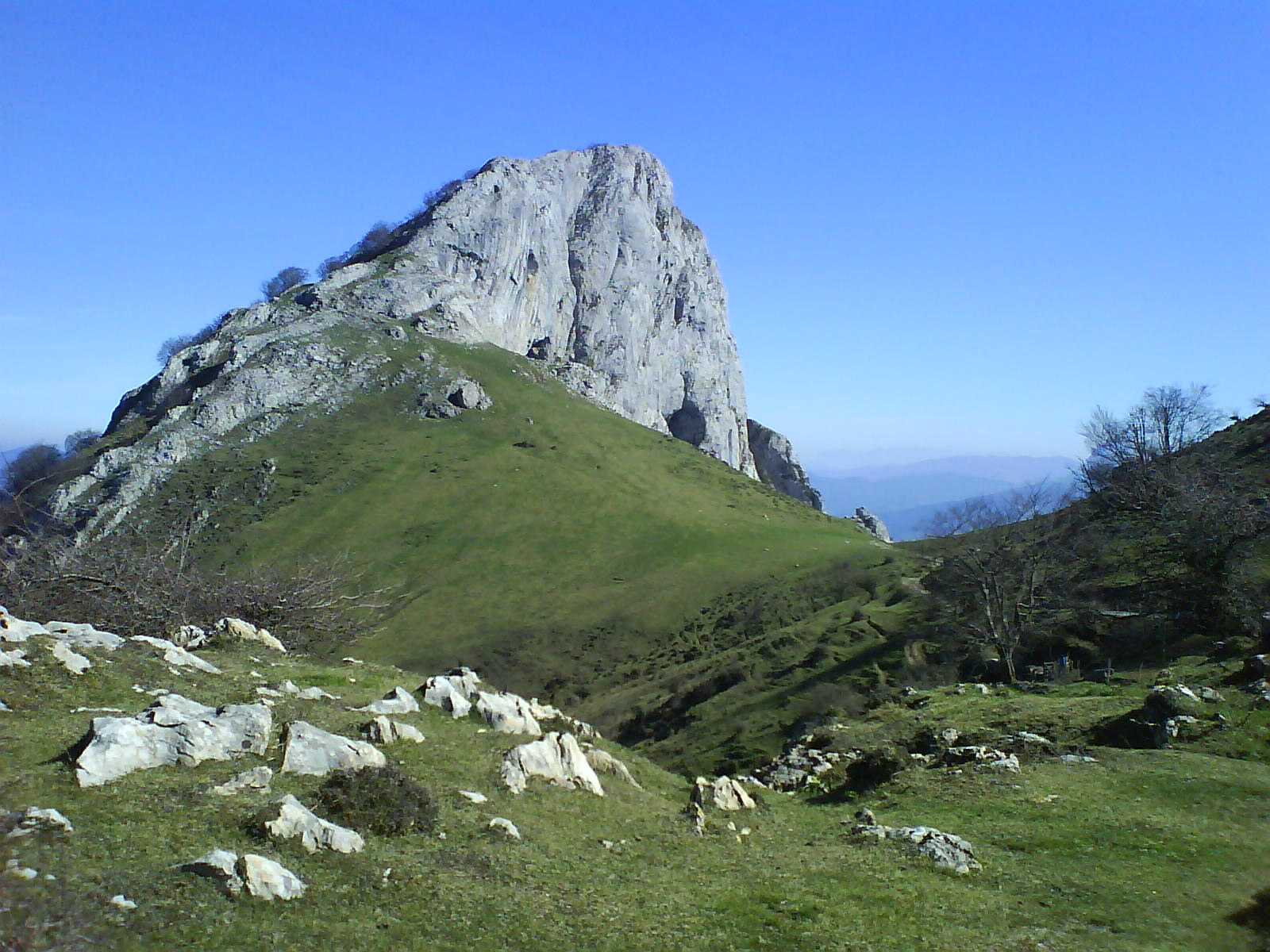
Paisaje de Aramotz, monte Mugarra.

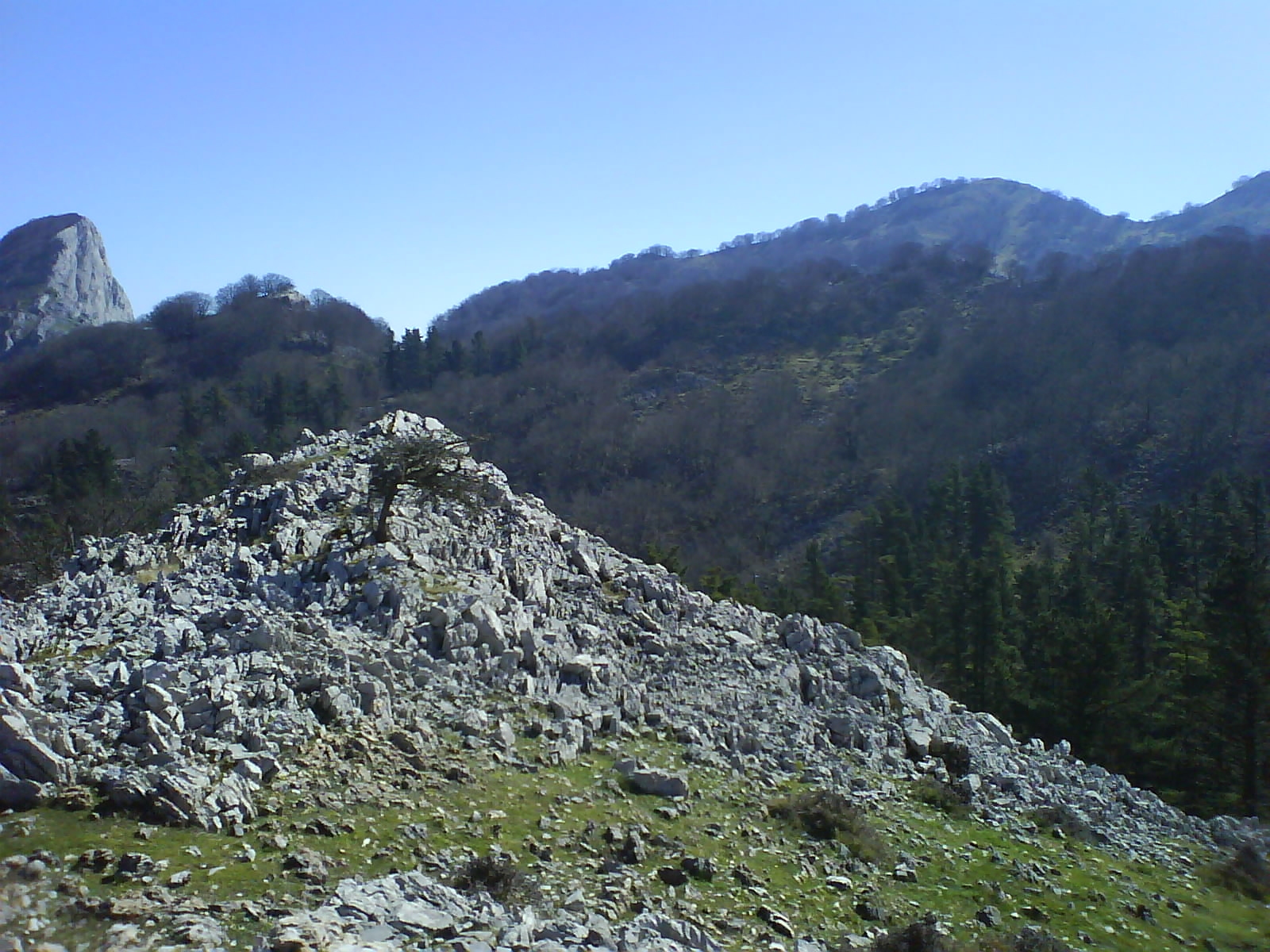
Paisaje de Aramotz, al fondo a la izquierda se observa el Mugarra.

| Pico                | Altitud |
| ------------------- | ------- |
| Leungane            | 1009m.  |
| Artatxagan          | 998m.   |
| Mugarra             | 964m.   |
| Artaun              | 905m.   |
| Atzoker             | 858m.   |
| Pagasarri (Aramotz) | 838m.   |
| Pagofin             | 814m.   |
| Askorri             | 812m.   |
| Betzuenburu         | 796m.   |
| Urtemondo           | 788m.   |
| Asuntza             | 785m.   |
| Obako Atxa          | 782m.   |
| Gaintxorrotx        | 780m.   |
| Bernagoitiaburu     | 774m.   |
| Askurrumendi        | 771m.   |
| Kañometa            | 760m.   |
| Apala               | 757m.   |
| Pagozelai           | 746m.   |
| Atxandi             | 741m.   |
| Pagotxueta          | 724m.   |
| Gorritxueta         | 702m.   |
| Atxurkulu           | 682m.   |
| Belatxikieta        | 661m.   |
| Artieta             | 650m.   |